# 稲葉雅人
稲葉 雅人（いなば まさと、1994年7月15日 - ）は、日本の男性アイドル、俳優。ホット・オフィス所属。

## 人物
それまで女子に限られていた「ジュニア・アイドル」という職種を、男子にまで拡大させた先駆け的存在。平谷知也、佐々木勇太とともに、「おとうと倶楽部」を結成、男の子版のジュニア・アイドルの地位を確立した。青白い美少年系の平谷知也や、癒し系の佐々木勇太と比較して、色の浅黒い体育会系の外見で人気を呼んだ。ホット・オフィスの先輩、佐々木舞、芦田実沙寿、大西杏奈、真間美也らの「弟分」的な存在であることに加え、ファンからも「弟」的な存在としてかわいがられた。

## DVD
- 「WANTED Vol.13 怪盗少女伝 NEZUMI」

佐々木舞　真間美也　大西杏奈　稲葉雅人　平谷知也　佐々木勇太
- 「WANTED Vol.9 ハーフブラッドバンパイア2 外伝・くノ一妖魔斬り」
- 「WANTED Vol.6 Jr.アイドル Cat's ミュージカル NORA」
- 「ハーフブラッドバンパイア 佐々木舞 大西杏奈 真間美也」

荒井リカ 水城稜 湊あさか 真間美也 大西杏奈 安田美穂 佐々木舞
- 「ソロDVD 拳 稲葉雅人」
- 「怪盗少女伝 NEZUMI 稲葉雅人」